# فهرست دارندگان عنوان خادم هنر افتخاری جمهوری سوسیالیستی آذربایجان شوروی
فهرست دارندگان عنوان خادم هنر افتخاری جمهوری سوسیالیستی آذربایجان شوروی (به ترکی آذربایجانی: Azərbaycan SSR Əməkdar İncəsənət Xadimi) در زیر آمده‌است.

## دهه ۱۹۷۰

### ۱۹۷۰
- رئوف عبداله‌یو[۱]

### ۱۹۷۲
- ولادمیر سزارویچ آیشلویچ[۲]
- محمدصالح اسماعیلوف[۲]
- لیودمیلا ولادیمیرونا کاراقیچوا[۲]
- سیموذر قولیوا[۲]
- خیام میرزازاده[۲]
- آذر رضایف[۲]

### ۱۹۷۴
- راهیب حسینوف[۳]
- اشرف قولیف[۳]

### ۱۹۷۶
- عیسی حسینوف[۴]
- رستم ابراهیم‌بیگف[۴]
- راسیم اسماعیلوف[۴]
- ائلدار قولیف[۴]
- شامیل محمودبیگف[۴]
- آنار رضایف[۴]

### ۱۹۷۷
- علی اوسوبوف[۵]
- ابراهیم زینالوف[۶]
- اوقتای صادق‌زاده[۶]
- لطیف فیض‌اله‌یف[۶]
- ائلچان شامیلوف[۶]

### ۱۹۷۸
- کاظم علیوری‌بیگف[۷]
- جانتتا سلیموا[۷]

### ۱۹۷۹
- مرسل نجفوف[۸]
- حسین عباس‌زاده[۹]
- جابر نوروزوف[۹]
- مقصود ابراهیم‌بیگف[۹]
- اسحاق ابراهیموف[۹]
- علی‌آغا کورچایلی[۹]
- نبی خزری[۹]
- فکرت قوجا[۹]
- یوسف صمداوغلو[۹]
- نیلا نظیروا[۱۰]
- معبود اسماعیل‌زاده[۱۱]

## دهه ۱۹۸۰

### ۱۹۸۰
- ایوب حسینوف[۱۲]
- حافظ محمدوف[۱۲]

### ۱۹۸۱
- توفیق آغایف[۱۳]
- قربان عباسوف[۱۴]
- علی اله‌وردیف[۱۴]
- عالیم محمدوف[۱۴]
- رضا نادروف[۱۴]

### ۱۹۸۲
- زعور محرموف[۱۵]
- یالچین افندیف[۱۵]
- افسار جوانشیروف[۱۶]
- بوریس ایوانویچ یرمولایف[۱۶]
- محمد قولیف[۱۶]
- موسی میرزایف[۱۶]
- رامیز میریشلی[۱۶]
- لئونید آوتیکویچ آروتیونیان[۱۷]

## دهه ۱۹۹۰

### ۱۹۹۱
- ضیافت عباسوف[۱۸]
- طیوب آخوندوف[۱۸]
- تیمور بکیرویچ بکیرزاده[۱۸]
- روسلان حسنویچ شاهمالیو[۱۸]
- تلمان حاجی‌یف[۱۹]